# Perre van den Brink
Perre van den Brink (Amsterdam, 1983) is een Nederlandse marketeer, ondernemer, spreker en podcastmaker. Hij is onder andere bekend van zijn werk voor VICE, zijn ondernemingen met Freddy Tratlehner, beter bekend als Vjèze Fur, en als presentator van de podcasts Voorheen Schaamteloos Randstedelijk en Grof Geld.

## Biografie
Van den Brink groeide op in Amsterdam-Noord. Zijn beide ouders waren werkzaam in de journalistiek, wat hem aanspoorde om tijdens zijn schooltijd te beginnen met schrijven. Na het behalen van zijn VWO-diploma begon hij zonder formele academische achtergrond met het organiseren van evenementen en startte later een blog over kunst, mode, design en architectuur. Naast zijn blogactiviteiten werkte hij op de marketingafdeling van het jeansmerk Diesel. Het succes van zijn blog leidde tot een uitnodiging om een column te schrijven voor het modeblad Blend, waar hij later hoofdredacteur werd.

### VICE
Hij vervolgde zijn carrière bij VICE, waar hij verantwoordelijk was voor de redactionele afdeling. Hier lanceerde hij platforms zoals Noisey en Motherboard. Hij speelde een rol in de oprichting van Virtue, een reclamebureau binnen VICE, waar hij diende als directeur. In 2020 maakte Van den Brink de beslissing om Virtue te verlaten en zijn eigen onderneming te starten.

### Ondernemingen
Eind 2012 richtte hij samen met Freddy Tratlehner het modemerk Tratlehner op, waar Van den Brink zich focuste op de organisatie en marketing van het merk. De eerste collectie werd gelanceerd in maart 2013 in de Amsterdamse galerie Gabriel Rolt. In 2019 werd besloten het modemerk te beëindigen vanwege een afgenomen interesse van de oprichters. In 2020 richtte Van den Brink het bedrijf Foster & Kin op, een merkstrategiebureau. In 2021 was hij een van de oprichters van het voedselmerk De Nieuwe Keuken, samen met Sophie Tielrooij, Dennis Favier en Freddy Tratlehner. Dit bedrijf richt zich op het produceren van vleesvervangers. In 2022 werd hij mede-oprichter van Screaming Beans, een Amsterdams koffiemerk.

### Podcasts
Naast zijn ondernemingen presenteert hij ook podcasts. Hij maakt bijvoorbeeld samen met Doortje Smithuijsen de wekelijkse podcast Schaamteloos Randstedelijk, in 2023 hernoemd naar VSR, een afkorting van Voorheen Schaamteloos Randstedelijk. In 2024 werd hij presentator van de podcast Grof Geld, een podcast over de rol van geld in de huidige voetbalwereld, samen met journalist Sam van Raalte.

## Persoonlijk
Perre van den Brink is getrouwd en heeft drie kinderen.